# А-44
А-44 (іноді помилково називають Т-44) — проєкт радянського середнього танка періоду Німецько-радянської війни.

## Історія
Початок розробці було покладено О. О. Морозовим в КБ-24 при Харківському заводі № 183 в 1941 році. Перший зразок мав бути виготовлений до 1942 року. У певному сенсі був би допрацьованим А-32 (Т-34), але на відміну від А-43 (Т-34М) мав іншу компонувальну схему і мав би яскраво виражені риси винищувача танків (при використанні 107-мм гармати).
Спочатку танк планувався як середній, але після виготовлення дерев'яних макетів в натуральну величину та металевого макета в масштабі 1:10 стало ясно, що за масою він є важким. Однак, Клименту Ворошилову макет припав до вподоби та роботи продовжилися.
Проєкт виявився достатньо вдалим, але розпочата війна та евакуація заводу поставили хрест на випуску цього танка.
Те ж саме компонувальна схема була застосована на Об'єкті 416, але він вже базувався на Т-54.

## Проєкти
Всього було представлено три проєкти. Загальна концепція у них була єдиною, і головним розходженням була товщина броні і, як наслідок, маса.

Перший проєкт — 120-мм лобова броня, 100-мм бортова, 40-мм дах і днище. Маса — 50 т. Максимальна швидкість — 53 км/год. Запас ходу — 250 км.

Другий проєкт — 90-мм лобова броня, 75-мм бортова, 35м-м дах і днище. Маса — 40 т. Максимальна швидкість — 59 км/год. Запас ходу — 270 км.

Третій проєкт — 75-мм лобова броня, 60-мм бортова, 30-мм дах і днище. Маса — 36 т. Максимальна швидкість — 65 км/год. Запас ходу — 300 км.

## Указ Раднаркому
«до 15 жовтня 1941 виготовити два дослідні зразки танка А-44, до 1 вересня 1941 — два комплекти бронедеталей, в листопаді 1941 р. випробувати А-44, до 25 листопада 1941 результати випробувань представити для доповіді Комітету Оборони»

## А-44 в комп'ютерних іграх
У другій половині 2013 року в оновленні 0.8.8 А-44 з'явився в альтернативній гілці СТ як танк 7 рівня в MMO-грі World of Tanks.